# Förbundet Sverige–DDR
Förbundet Sverige-DDR, till 1977 "Föreningen för förbindelser med Tyska demokratiska republiken", var en prokommunistisk förening i Sverige. Föreningen bildades den 23 oktober 1956.  Drivande vid grundandet var Fritjof Lager med den socialdemokratiske författaren och bibliotekarien Arnold Ljungdal som frontfigur, tillsammans med den kommunistiske affärsmannen Hans Engdahl som kom att bli förbundets förste sekreterare. Ytterst togs dock initiativet av den organisation som under Östtysklands utrikesministerium ansvarade för förbindelser med utlandet. I praktiken var Ljungdal mer av en hedersordförande; i praktiken innehades ledarskapet av Engdahl.

## Syfte
Förbundet Sverige-DDR bildades, liksom liknande organisationer i andra länder, enligt direktiv från det östtyska regeringspartiet SED. Enligt ordföranden Arnold Ljungdahl var syftet ungefär detsamma som för svensk-amerikanska föreningen och andra liknande föreningar. Det främsta syftet anses dock ha varit att bidra till Östtysklands diplomatiska erkännande av länder utanför Sovjetunionens intressesfär. När Sverige och ett stort antal andra länder under 1972 erkände Östtyskland diplomatiskt (en följd av avspänningspolitiken initierad av Västtysklands regering under Willy Brandt), meddelade SED:s politbyrå att det "historiska uppdraget" hade uppfyllts. Vänskapsförbunden i olika länder fick nu instruktioner från politbyrån att stegvis utvecklas till "aktiva propagandaorganisationer". Förbunden skulle även övervaka kulturutbytet, eftersom politbyrån oroade sig för att västländerna skulle försöka penetrera Östtyskland ideologiskt.

## Verksamhet
Förbundet gav ut medlemsbladet Sverige-DDR. Medlemmarna fick även den av östtyska regimen producerade tidskriften DDR-revyn. Förbundet samarbetade intimt med DDR-Kulturzentrum i Stockholm. Samarbetspartner i DDR var Gesellschaft für kulturelle Zusammenarbeit mit dem Ausland, från 1961 Liga für Völkerfreundschaft der DDR som ingick i centralkommitténs för SED:s avdelning för utlandsinformation. Förbundet hade dessutom en egen resebyrå, Baltor, som anordnade gruppresor till DDR. 1973 slogs Baltor ihop med resebyrån Folkturist ägd av Vänsterpartiet Kommunisterna. 
Under 1970-talet nådde föreningen runt 1500 medlemmar, men antalet dalade eftersom ytterst få yngre kunde rekryteras. Som mest hade förbundet ett femtontal lokalavdelningar. En inventering från 1980 visade att endast tre lokalavdelningar (Göteborg, Jönköping, Karlstad) hade någon verksamhet. 1986 hade förbundet 1069 medlemmar. I och med att DDR upphörde att existera den 3 oktober 1990 upplöstes Förbundet Sverige-DDR i januari 1991.

## Ordförande
- 1956–1968 Arnold Ljungdal, socialdemokratisk författare
- 1969–1987 Stellan Arvidson, socialdemokratisk skolpolitiker, mottagare av höga östtyska utmärkelser och författare till flera regimstödjande skrifter om DDR
- 1987–1991 Lars Carlzon, biskop emeritus

## Kända medlemmar
Författaren Artur Lundkvist och den socialdemokratiska skolpolitikern Britta Stenholm var verksamma i förbundets styrelse.